# Беовульф (телесериал)
«Беову́льф» (англ. Beowulf: Return to the Shieldlands) — двенадцатисерийный британский телесериал, созданный Джеймсом Дормером, Тимом Хайнсом и Кэти Ньюман. Телесериал основан на поэме «Беовульф». Роль Беовульфа исполнил Киран Бью. Премьера шоу в Великобритании состоялась 3 января 2016 года на канале ITV, а в Соединённых Штатах — 23 января того же года. 23 декабря 2015 года первая серия сериала стала доступна для просмотра онлайн на сайте телеканала ITV.

## В ролях

### Основной состав
- Киран Бью в роли Беовульфа
- Ли Бордман в роли Хэйна
- Дэвид Брэдли в роли Горрика
- Лолита Чакрабарти в роли Лилы
- Эллиот Коуэн в роли Абрикана
- Лора Доннелли в роли Эльвины
- Гисли Орн Гардарссон в роли Бреки[англ.]
- Дэвид Хэрвуд в роли Скоранна
- Эдвард Хогг в роли Варры
- Уильям Хёрт в роли Хродгара
- Иэн Палстон-Дэвис в роли Лагаторна
- Эдвард Спелирс в роли Слеана
- Эллора Торчия в роли Вишки
- Джоанн Уолли в роли Ре́ды
- Кирсти Освальд в роли Сильви
- Дэвид Аджала в роли Рэйта

### Второстепенный состав
- Джордж Кент в роли молодого Слеана
- Эммет Дж. Сканлан в роли Скеллена
- Ричард Брейк в роли Арака
- Джек Смит в роли Рэда
- Джо Симс в роли Грефа
- Эйс Бхатти в роли Харкена
- Грегори Фетусси в роли Раззака
- Эллисон Маккензи в роли Арлы
- Джек Холлингтон в роли молодого Беовульфа
- Сьюзан Адерин в роли Кендры
- Клэр-Луиз Кордвелл в роли Триси
- Кирсти Освальд в роли Сильви
- Алекс Прайс в роли Колла
- Джек Роуэн в роли Бринни
- Итоя Осагид в роли Тэма

## Производство
12 марта 2015 года Киран Бью получил заглавную роль. Среди других актёров, получивших роли были Уильям Хёрт, Джоанн Уолли, Эдвард Спелирс, Дэвид Аджала, Иэн Палстон-Дэвис, Эллора Торчия, Гисли Орн Гардарссон, Сьюзан Адерин, Кирсти Освальд, Лора Доннелли, Эдвард Хогг, Алекс Прайс, Джек Роуэн и Итоя Осагид. 17 апреля Дэвид Хэрвуд присоединился к актёрскому составу. 19 августа было объявлено, что Джо Симс, Ли Бордман, Дэвид Брэдли, Эйс Бхатти и Грегори Фетусси будут сниматься в сериале.
В апреле 2015 года в Уэйрдейле в графстве Дарем начались съёмки. Они также проходили на территории Нортамберленда, а в конце апреля съёмочная группа была замечена на берегу Бамбурга. В июне декорации были выстроены в песчаных дюнах бухты Друридж, а съёмки другой линии повествования проходили в водохранилище Дервент.

## Эпизоды
| №  | Название             | Режиссёр                             | Автор сценария                  | Дата премьеры   |
| -- | -------------------- | ------------------------------------ | ------------------------------- | --------------- |
| 1  | «Первая серия»       | Джон Ист                             | Джеймс Дормер                   | 3 января 2016   |
| 2  | «Вторая серия»       | Джон Ист                             | Джеймс Дормер                   | 10 января 2016  |
| 3  | «Третья серия»       | Джулиан Холмс                        | Гай Бёрт                        | 17 января 2016  |
| 4  | «Четвёртая серия»    | Джулиан Холмс                        | Майкл А. Уолкер                 | 24 января 2016  |
| 5  | «Пятая серия»        | Стивен Вулфенден                     | Гай Бёрт и Джон Кукси           | 31 января 2016  |
| 6  | «Шестая серия»       | Колин Тиг                            | Гай Бёрт                        | 7 февраля 2016  |
| 7  | «Седьмая серия»      | Колин Тиг                            | Гай Бёрт                        | 14 февраля 2016 |
| 8  | «Восьмая серия»      | Стивен Вулфенден и Керрик Макдональд | Джеймс Дормер и Майкл А. Уолкер | 21 февраля 2016 |
| 9  | «Девятая серия»      | Цилла Уэр                            | Джеймс Дормер                   | 28 февраля 2016 |
| 10 | «Десятая серия»      | Цилла Уэр                            | Джек Лотайн                     | 6 марта 2016    |
| 11 | «Одиннадцатая серия» | Марк Лузи                            | Гай Бёрт                        | 13 марта 2016   |
| 12 | «Двенадцатая серия»  | Марк Лузи                            | Гай Бёрт                        | 20 марта 2016   |